# All You Need (Fernsehserie)
All You Need (eigene Schreibweise: ALL YOU NEED) ist eine deutsche Dramedy-Serie, die von UFA Fiction produziert wurde und deren erste Staffel am 7. Mai 2021 in der ARD Mediathek veröffentlicht wurde. Am 16. und 17. Mai 2021 liefen die fünf Folgen der ersten Staffel auch erstmals im linearen Fernsehsender One. Eine zweite Staffel der Serie stand ab dem 22. April 2022 in der Mediathek zur Verfügung. Im Mai 2024 wurde bekanntgegeben, dass es keine weitere Staffel geben wird.

## Handlung
Die Serie spielt in Berlin und handelt von vier schwulen Männern und deren Herausforderungen im Leben und in der Liebe. Vince lernt bei einer Party Robbie kennen, den er in der folgenden Zeit immer öfter trifft und schließlich mit ihm zusammenkommt. Robbie verrichtet, ohne dass er Vince etwas davon erzählt, gemeinnützige Arbeit. Die Gründe hierfür sind zunächst unklar. Levo, der bisher mit Vince zusammengewohnt hat, zieht zu seinem Partner Tom in dessen Haus, das dieser bis vor kurzem noch mit seiner früheren Ehefrau und seinem Sohn Nick bewohnt hat. Tom hat sich, nachdem er monatelang Levo heimlich zum Sex in einem Hotel getroffen hat, als schwul geoutet und sich von seiner Frau getrennt. Eine Rückblende ins Jahr zuvor offenbart, dass Robbie gewalttätig gegenüber seinem Exfreund Mike geworden ist, nachdem dieser fremdging. Vince hat neben der Sorge vor homophoben Übergriffen auch mit Rassismus gegen ihn zu kämpfen. Auch Levo ist in seiner neuen Nachbarschaft mit Vorurteilen konfrontiert. Nachdem Robbie nicht genügend Verständnis für Vinces Probleme zeigt, entflammt ein Konflikt zwischen den beiden. Tom, der bisher nur mit einem Mann, Levo, geschlafen hat und mehrmals sichtlich auch andere Männer attraktiv findet, trifft eines Abends Vince in einer Diskothek, nachdem dieser sich zuvor mit Robbie gestritten hat. Tom behauptete zuvor gegenüber Levo, er müsse an diesem Abend Überstunden machen – dieselbe Ausrede, die er zuvor bei Treffen mit ihm gegenüber seiner Exfrau benutzt hatte. Zwischen Vince und Tom kommt es auf der Party zu Annäherungen, die schließlich in Sex enden. Ahnungslos veranstaltet Levo eine Einweihungsfeier in seinem neuen Zuhause, zu der Vince nur widerwillig kommt. Levo möchte bei der Feier seinen Eltern zeigen, wie normal er mit Tom lebt, da insbesondere sein Vater zahlreiche Vorurteile gegen Schwule hat, womit Levo ihn am Abend auch konfrontiert. Vince wird von seinem schlechten Gewissen geplagt, Tom sucht aber weiterhin seine Nähe. In einer im Garten aufgestellten Fotobox küssen sich die beiden erneut. Das dabei versehentlich entstandene Foto entdecken Levo, Robbie und Sarina, woraufhin der aufgebrachte Levo Vince und Tom in den Pool stößt. Die erste Staffel endet damit, dass Vince erfolglos nach Robbie sucht und alleine in der Fotobox sitzt.

## Hintergrund
All You Need behandelt eine Reihe von Themen, wie Onlinedating, Fetisch, Vorurteile, Gewalt gegenüber Homosexuellen, Geschlechterstereotype, Konflikte mit den Eltern und Rassismus. Die erste Staffel entstand unter der Regie von Benjamin Gutsche. Die Dreharbeiten zur zweiten Staffel wurden im Herbst 2021 abgeschlossen. Neu zum Cast stießen Ludwig Brix und Tom Keune hinzu. Im April 2022 erklärte Degeto-Redaktionsleiter Christoph Pellander, einen Entwicklungsauftrag für eine dritte Staffel der Serie ausgesprochen zu haben. 2024 erklärte das Erste, dass es „leider keine ausreichend positive Rückmeldung“ auf die zweite Staffel gegeben habe, „um eine dritte Staffel von All You Need“ produzieren zu lassen.

## Episodenliste
Staffel 1
Die Erstausstrahlung der ersten Staffel erfolgte ab 16. Mai 2021 auf One. In der ARD Mediathek waren die Folgen bereits vorab verfügbar und wurden laut ARD binnen zehn Tagen insgesamt 1,1 Millionen Mal abgerufen. Der Titelsong fade away ist von Susanne Sundfør.
| Nr. (gesamt) | Nr. (Staffel) | Episodentitel | Erstausstrahlung | Einschaltquoten |
| ------------ | ------------- | ------------- | ---------------- | --------------- |
| 1            | 1             | Der Umzug     | 16. Mai 2021     | 100.000         |
| 2            | 2             | Der Gast      | 16. Mai 2021     | 80.000          |
| 3            | 3             | Damals        | 17. Mai 2021     | 130.000         |
| 4            | 4             | Identitäten   | 17. Mai 2021     | 100.000         |
| 5            | 5             | Unter Wasser  | 17. Mai 2021     | 100.000         |

Staffel 2
Die zweite Staffel ist seit dem 22. April 2022 in der ARD Mediathek vorab verfügbar. Die lineare Erstausstrahlung der kompletten zweiten Staffel erfolgte am Spätabend des 27. Aprils 2022 auf Das Erste. 
| Nr. (gesamt) | Nr. (Staffel) | Episodentitel    | Erstausstrahlung | Einschaltquoten |
| ------------ | ------------- | ---------------- | ---------------- | --------------- |
| 6            | 1             | Flucht nach vorn | 27. April 2022   | 750.000         |
| 7            | 2             | Jugendliebe      | 27. April 2022   | 500.000         |
| 8            | 3             | Stille Wasser    | 27. April 2022   | 380.000         |
| 9            | 4             | Date Night       | 28. April 2022   | 240.000         |
| 10           | 5             | Kein Zurück      | 28. April 2022   | 190.000         |
| 11           | 6             | Happy Birthday   | 28. April 2022   | 160.000         |

## Kritiken
„Genau wie in diesen Serien [Queer as Folk, Looking] ist auch in All you need der eigentliche Plot nicht besonders aufregend, stattdessen steht die Beobachtung und Vielfalt queerer Lebensrealitäten im Fokus. […]
Dass die Serie nicht nur mit viel Selbstverständlichkeit, sondern auch durchaus freizügig zur Sache geht, ist nicht zuletzt der Tatsache geschuldet, dass All you need ausdrücklich für die Mediathek statt für eine lineare Ausstrahlung (die es am 16. und 17. Mai bei ONE allerdings auch geben wird) produziert wurde. […]
Die Türen scheinen nun auch offener zu stehen für Geschichten aus dem LGBTQ-Spektrum. Dass man bei der ARD schon vor dem Start von All you need eine zweite Staffel bestellt hat, spricht für sich.“

„Wollte man der Serie Böses, dann könnte man sie als ein bisschen überladen vor lauter Nachholbedürfnis der ARD und Produktionsfirma Ufa diskreditieren. Die Ufa gab sich vergangenen Herbst eine Selbstverpflichtung zu mehr Diversität in ihren Filmen und Serien. Stellenweise haben die Episoden etwas von einem Volkshochschulkurs über Mehrfachdiskriminierung, etwa wenn Vince dem unbedarften Robbie erklärt, dass er auch Alltagsrassismus erlebe, ihn Leute für einen Drogendealer im Park halten oder ihm einfach in die Haare fassen.“

„Im Grunde ist die ARD sehr spät dran.
Klingt also alles nicht so gut für »All you need«. Doch jetzt kommt ein großes Aber. Denn »All you need« ist – abgesehen von dem ollen DickPic-Einstieg – erzählerisch überaus gelungen. Man liebt diese Figuren sofort, man wird in ihre Welt hineingezogen, man will wissen, wie es mit ihnen weitergeht. […]
»All you need« erzählt klug von ganz unterschiedlichen Menschen mit höchst unterschiedlichen Ansprüchen und Bedürfnissen. Sehr schön auch am Beispiel von Vince, dem Medizinstudenten, und seinem neuen Freund Robbie ([Frédéric] Brossier). Der hat seinen Job als Fitnesstrainer verloren, wohnt in einem Plattenbau und schämt sich für seine Herkunft.
Eindimensional erzählt ist das alles nicht, auch nicht provozierend oder verschämt, sondern einfach: empathisch, nah an den Figuren. Der Fünfteiler kann sich also tatsächlich gut messen mit der Konkurrenz der Streamer. Serienautor und Regisseur Benjamin Gutsche löst mit »All you need« viel mehr ein, als die Verkaufe befürchten lässt. Dass die ARD wieder einmal nicht so weit ist, wie sie sich selbst einredet, sollte man nicht dieser tollen Serie anlasten.“

„Dem vorhersehbaren Degeto-Herzschmerz gewohnten Stammseher glaubte man – 31 Jahre nach dem ersten „Lindenstraßen“-Kuss von Carsten und Robert und einem Quotenschwulen in so gut wie jeder Daily- oder Weekly-Soap – nicht noch fummelnde Kerle im Hauptabendprogramm zumuten zu können. Die Hauptzielgruppe schaut allerdings tatsächlich eher nicht mehr linear.
Ähnlich krampfig und möchtegern locker wie in den Soaps kommt allerdings auch der gesamte Fünfteiler daher, der seine wie im Werbespot inszenierte Diversität arg ostentativ ausstellt.“